# Rights Management Services
Right Management Services (RMS) is een Enterprise digital rights management (E-DRM) system van Microsoft. 
RMS werkt alleen met programma’s die het ondersteunen zoals Microsoft office. Het grote verschil met een standaard E-DRM systeem is dat de rechten rechtstreeks via een publicatielicentie aan het document verbonden zijn. De licentieserver houdt dus geen informatie over de rechten bij. Dit laat toe dat men het bestand ook offline kan gebruiken. RMS is een systeem dat op een veilige manier confidentiële bestanden kan verzenden. Met de loggingfunctie is het mogelijk om te zien waar een bepaald bestand zich bevindt.
Windows RMS systeem kan in drie delen worden opgedeeld:
1. De RMS software op een windows server
2. RMS client software
3. Een toepassing die RMS ondersteunt

## Werking
In de afbeelding ziet men de opbouw van het RMS systeem. Vooraleer men aan de slag gaat moet de cliënt computer (zender) een publicatiecertificaat aanmaken en aan een bepaald bestand koppelen. Deze licentie bevat de rechten en voorwaarden die van toepassing zijn evenals de symmetrische sleutel die werd gebruikt om het bestand te versleutelen. Elke computer of gebruiker die een publicatielicentie genereert moet een "licensor"-certificaat hebben, dat een publieke sleutel bevat van de gebruikers. 
Wanneer een ontvanger een beveiligd bestand wil openen, moet deze een gebruikerslicentie hebben. Deze licentie bevat een symmetrische sleutel die kan worden gebruikt voor het decrypteren van het bestand. De licentie zelf is geëncrypteerd met de publieke sleutel van de ontvanger. Dit zorgt ervoor dat alleen de juiste gebruiker het gebruikerscertificaat kan decoderen en zo de symmetrische sleutel kan  krijgen. 
Zowel een RMS server als een cliënt kan een publicatielicentie aanmaken, bij het gebruikerscertificaat is het alleen de RMS server. Als de ontvanger het bestand opent, zal de publicatielicentie die aan het bestand is gekoppeld naar de RMS-server verzonden worden. Bij de eerste keer zal men een account moeten aanmaken met een publieke sleutel en identificatie-informatie (om zo het gebruikerscertificaat te kunnen encrypteren). Wanneer de gebruiker het gebruikerscertificaat ontvangt, zal die de symmetrische sleutel decrypteren (met zijn privésleutel) en zo de inhoud van het bestand decrypteren. De gebruikerslicentie blijft bij het bestand, zodat deze niet elke keer opgevraagd  moet worden.
Iedereen met een geschikt account op de RMS kan een gebruikerscertificaat aanvragen.